# Brachymyrmex pilipes
Brachymyrmex pilipes é uma espécie de inseto do gênero Brachymyrmex, pertencente à família Formicidae.